# Pays d’Ussel
Das Pays d’Ussel ist eine traditionsreiche französische Landschaft im Nordosten des Départements Corrèze. Sie liegt im historischen Limousin und ist Teil der Region Nouvelle-Aquitaine.

## Geographie

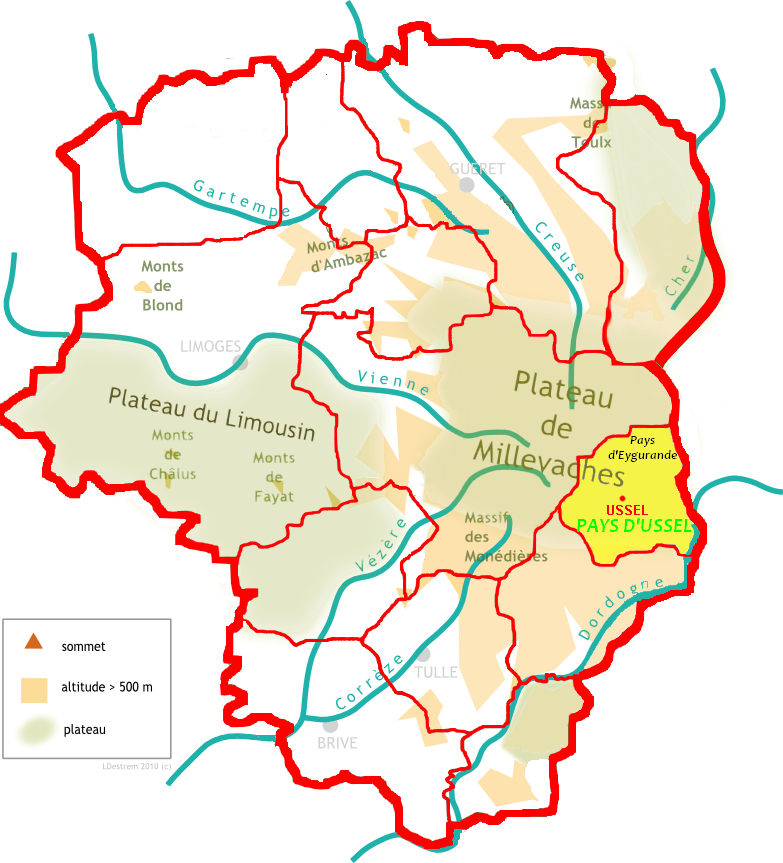
Lagekarte des Pays d’Ussel (in Gelb) im Limousin

Das Pays d’Ussel, deutsch Land(schaft) von Ussel, umgibt die namensverleihende Stadt Ussel, Sitz einer Unterpräfektur im Département Corrèze (Arrondissement Ussel). Es befindet sich am Ostabhang des Plateau de Millevaches.
Folgende Naturräume umgürten das Pays d’Ussel:
- die Montagne limousine im Westen und Norden
- die Combraille und die Artense im Osten
- die Dordogne limousine im Süden.

Verwaltungsmäßig entspricht das Pays d’Ussel dem Arrondissement Ussel mit dem Kanton Ussel sowie dem Gemeindeverband Haute-Corrèze Communauté.
Geomorphologisch stellt das Pays d’Ussel eine eingeebnete und leicht nach Süden geneigte Hochfläche dar, welche durchschnittlich auf 600 Meter Meerhöhe liegt und zwischen 700 und 500 Meter oszilliert.

## Hydrographie
Die Hochfläche des Pays d’Ussel wird im äußersten Südosten gerade noch von der Dordogne berührt, welche in Südwestrichtung zum Aquitanischen Becken entwässert. Zur Dordogne fließen rechtsseitig Diège und Triouzoune durch das Pays d’Ussel in Südsüdost-Richtung. Wie auch die Dordogne haben sich beide Flüsse in ihrem Unterlauf in die variszischen Urgesteine eingeschnitten.

## Geologie

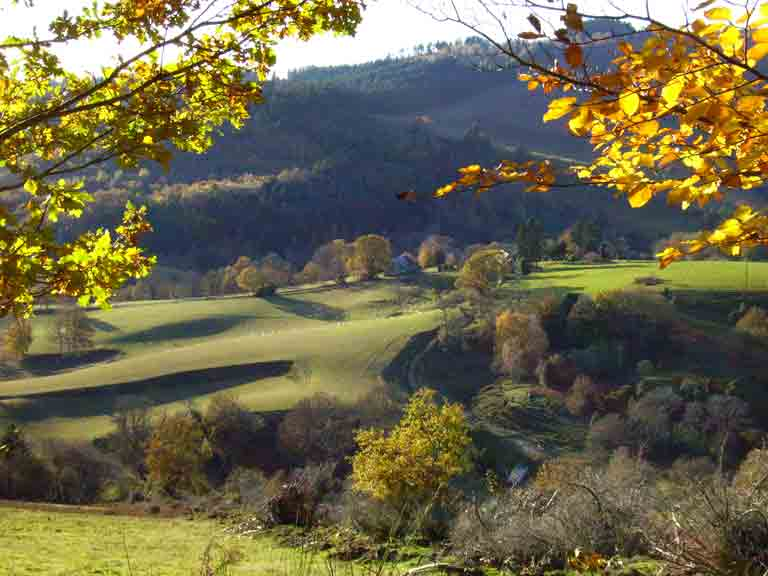
Charakteristische Landschaft in der Nähe von Ussel

Geologisch gehört das Pays d’Ussel vollständig zum kristallinen Grundgebirge des westlichen Massif Central. Anstehend sind Glimmerschiefer, Gneise, Migmatite und Granite. Gneise und Migmatite (Sornac-Migmatit) gehören zur kristallinen Serie der mittleren Dordogne, die von Graniten wie beispielsweise dem Ussel-Granit – einem peraluminosen unterkarbonischen Granit – intrudiert wurde. Im Osten wird das Terran vom nordnordost-streichenden Sillon houiller begrenzt – eine der bedeutendsten Störungen des Zentralmassivs, die den gesamten West- vom Zentralteil abtrennt. Im Nordosten verläuft die La Courtine-Störung, ebenfalls eine sehr wichtige, südost-streichende, dextrale Seitenverschiebung. Sie begrenzt das Terran gegenüber den Glimmerschiefern und Migmatiten der Chavanon-Serie und Ussel-Serie im Nordosten.